# Chusquea paludicola
Chusquea paludicola là một loài thực vật có hoa trong họ Hòa thảo. Loài này được L.G.Clark mô tả khoa học đầu tiên năm 1986.